# Lista di asteroidi (300001-301000)
Di seguito una lista di asteroidi dal numero 300001 al 301000 con data di scoperta e scopritore.

## 300001-300100
| Nome               | Designazione provvisoria | Data di scoperta  | Scopritore            |
| ------------------ | ------------------------ | ----------------- | --------------------- |
| (300001) 2006 UA35 | 2006 UA35                | 16 ottobre 2006   | Spacewatch            |
| 300002 -           | 2006 US35                | 16 ottobre 2006   | Spacewatch            |
| 300003 -           | 2006 UK37                | 16 ottobre 2006   | Spacewatch            |
| 300004 -           | 2006 UC40                | 16 ottobre 2006   | Spacewatch            |
| 300005 -           | 2006 UQ40                | 16 ottobre 2006   | Spacewatch            |
| 300006 -           | 2006 UY42                | 16 ottobre 2006   | Spacewatch            |
| 300007 -           | 2006 UU47                | 17 ottobre 2006   | Spacewatch            |
| 300008 -           | 2006 UC50                | 17 ottobre 2006   | Spacewatch            |
| 300009 -           | 2006 UA53                | 17 ottobre 2006   | Mt. Lemmon Survey     |
| 300010 -           | 2006 UA54                | 17 ottobre 2006   | Mt. Lemmon Survey     |
| 300011 -           | 2006 UC68                | 16 ottobre 2006   | CSS                   |
| 300012 -           | 2006 UN68                | 30 settembre 2006 | CSS                   |
| 300013 -           | 2006 UG72                | 17 ottobre 2006   | Mt. Lemmon Survey     |
| 300014 -           | 2006 UG73                | 17 ottobre 2006   | Spacewatch            |
| 300015 -           | 2006 UQ73                | 17 ottobre 2006   | Spacewatch            |
| 300016 -           | 2006 UO74                | 17 ottobre 2006   | Spacewatch            |
| 300017 -           | 2006 UU78                | 17 ottobre 2006   | Spacewatch            |
| 300018 -           | 2006 UZ79                | 17 ottobre 2006   | Mt. Lemmon Survey     |
| 300019 -           | 2006 UU84                | 17 ottobre 2006   | Mt. Lemmon Survey     |
| 300020 -           | 2006 UM85                | 17 ottobre 2006   | Mt. Lemmon Survey     |
| 300021 -           | 2006 UV86                | 17 ottobre 2006   | Mt. Lemmon Survey     |
| 300022 -           | 2006 UE89                | 17 ottobre 2006   | Spacewatch            |
| 300023 -           | 2006 UD91                | 17 ottobre 2006   | Spacewatch            |
| 300024 -           | 2006 UZ91                | 18 ottobre 2006   | Spacewatch            |
| 300025 -           | 2006 UL92                | 18 ottobre 2006   | Spacewatch            |
| 300026 -           | 2006 UO97                | 18 ottobre 2006   | Spacewatch            |
| 300027 -           | 2006 UK98                | 18 ottobre 2006   | Spacewatch            |
| 300028 -           | 2006 UT98                | 18 ottobre 2006   | Spacewatch            |
| 300029 -           | 2006 UM100               | 18 ottobre 2006   | Spacewatch            |
| 300030 -           | 2006 UX101               | 18 ottobre 2006   | Spacewatch            |
| 300031 -           | 2006 UC107               | 18 ottobre 2006   | Spacewatch            |
| 300032 -           | 2006 UA109               | 18 ottobre 2006   | Spacewatch            |
| 300033 -           | 2006 UG109               | 18 ottobre 2006   | Spacewatch            |
| 300034 -           | 2006 UN113               | 19 ottobre 2006   | Spacewatch            |
| 300035 -           | 2006 UN123               | 19 ottobre 2006   | Spacewatch            |
| 300036 -           | 2006 UV123               | 19 ottobre 2006   | Spacewatch            |
| 300037 -           | 2006 UL131               | 19 ottobre 2006   | Spacewatch            |
| 300038 -           | 2006 UF132               | 19 ottobre 2006   | Mt. Lemmon Survey     |
| 300039 -           | 2006 UT132               | 19 ottobre 2006   | Spacewatch            |
| 300040 -           | 2006 UY133               | 19 ottobre 2006   | Spacewatch            |
| 300041 -           | 2006 UR135               | 19 ottobre 2006   | Spacewatch            |
| 300042 -           | 2006 UY135               | 19 ottobre 2006   | Spacewatch            |
| 300043 -           | 2006 UT137               | 19 ottobre 2006   | Mt. Lemmon Survey     |
| 300044 -           | 2006 UU137               | 19 ottobre 2006   | Mt. Lemmon Survey     |
| 300045 -           | 2006 UQ139               | 19 ottobre 2006   | Mt. Lemmon Survey     |
| 300046 -           | 2006 UQ140               | 19 ottobre 2006   | Spacewatch            |
| 300047 -           | 2006 UB141               | 19 ottobre 2006   | Spacewatch            |
| 300048 -           | 2006 UC141               | 19 ottobre 2006   | Mt. Lemmon Survey     |
| 300049 -           | 2006 UB142               | 19 ottobre 2006   | Spacewatch            |
| 300050 -           | 2006 UX166               | 21 ottobre 2006   | Mt. Lemmon Survey     |
| 300051 -           | 2006 UU169               | 21 ottobre 2006   | Mt. Lemmon Survey     |
| 300052 -           | 2006 UW169               | 21 ottobre 2006   | Mt. Lemmon Survey     |
| 300053 -           | 2006 UG172               | 21 ottobre 2006   | Spacewatch            |
| 300054 -           | 2006 UH173               | 22 ottobre 2006   | Mt. Lemmon Survey     |
| 300055 -           | 2006 UQ178               | 16 ottobre 2006   | CSS                   |
| 300056 -           | 2006 US181               | 16 ottobre 2006   | CSS                   |
| 300057 -           | 2006 UF183               | 17 ottobre 2006   | CSS                   |
| 300058 -           | 2006 US184               | 23 ottobre 2006   | Endate, K.            |
| 300059 -           | 2006 UV186               | 19 ottobre 2006   | CSS                   |
| 300060 -           | 2006 UO187               | 19 ottobre 2006   | CSS                   |
| 300061 -           | 2006 UA189               | 19 ottobre 2006   | CSS                   |
| 300062 -           | 2006 UR189               | 19 ottobre 2006   | CSS                   |
| 300063 -           | 2006 UH193               | 20 ottobre 2006   | Mt. Lemmon Survey     |
| 300064 -           | 2006 UJ194               | 20 ottobre 2006   | Spacewatch            |
| 300065 -           | 2006 UJ196               | 20 ottobre 2006   | Spacewatch            |
| 300066 -           | 2006 UM200               | 21 ottobre 2006   | Spacewatch            |
| 300067 -           | 2006 UB201               | 21 ottobre 2006   | Spacewatch            |
| 300068 -           | 2006 UF204               | 22 ottobre 2006   | NEAT                  |
| 300069 -           | 2006 UP204               | 22 ottobre 2006   | NEAT                  |
| 300070 -           | 2006 UA206               | 23 ottobre 2006   | Spacewatch            |
| 300071 -           | 2006 UU206               | 23 ottobre 2006   | Spacewatch            |
| 300072 -           | 2006 UV206               | 23 ottobre 2006   | Spacewatch            |
| 300073 -           | 2006 UD207               | 23 ottobre 2006   | Spacewatch            |
| 300074 -           | 2006 UQ207               | 23 ottobre 2006   | NEAT                  |
| 300075 -           | 2006 UV208               | 23 ottobre 2006   | Spacewatch            |
| 300076 -           | 2006 UC211               | 23 ottobre 2006   | Spacewatch            |
| 300077 -           | 2006 UC214               | 23 ottobre 2006   | Spacewatch            |
| 300078 -           | 2006 UV214               | 25 ottobre 2006   | Lin, H.-C., Ye, Q.-z. |
| 300079 -           | 2006 UF215               | 26 ottobre 2006   | Apitzsch, R.          |
| 300080 -           | 2006 UR215               | 25 ottobre 2006   | Kelemen, J.           |
| 300081 -           | 2006 UB217               | 29 ottobre 2006   | Stevens, B. L.        |
| 300082 Moyocoanno  | 2006 US217               | 25 ottobre 2006   | Fujita, Y.            |
| 300083 -           | 2006 UO218               | 16 ottobre 2006   | Spacewatch            |
| 300084 -           | 2006 UF223               | 17 ottobre 2006   | CSS                   |
| 300085 -           | 2006 UF226               | 20 ottobre 2006   | NEAT                  |
| 300086 -           | 2006 UK227               | 20 ottobre 2006   | NEAT                  |
| 300087 -           | 2006 UX228               | 20 ottobre 2006   | NEAT                  |
| 300088 -           | 2006 UB232               | 21 ottobre 2006   | Mt. Lemmon Survey     |
| 300089 -           | 2006 UV232               | 21 ottobre 2006   | NEAT                  |
| 300090 -           | 2006 UQ234               | 22 ottobre 2006   | Mt. Lemmon Survey     |
| 300091 -           | 2006 UT237               | 23 ottobre 2006   | Spacewatch            |
| 300092 -           | 2006 UB239               | 23 ottobre 2006   | Spacewatch            |
| 300093 -           | 2006 UE244               | 27 ottobre 2006   | Mt. Lemmon Survey     |
| 300094 -           | 2006 UC248               | 27 ottobre 2006   | Mt. Lemmon Survey     |
| 300095 -           | 2006 UL252               | 27 ottobre 2006   | Mt. Lemmon Survey     |
| 300096 -           | 2006 UB255               | 27 ottobre 2006   | Mt. Lemmon Survey     |
| 300097 -           | 2006 UM256               | 28 ottobre 2006   | Spacewatch            |
| 300098 -           | 2006 UB260               | 28 ottobre 2006   | Mt. Lemmon Survey     |
| 300099 -           | 2006 UU264               | 27 ottobre 2006   | Mt. Lemmon Survey     |
| 300100 -           | 2006 UY264               | 27 ottobre 2006   | Mt. Lemmon Survey     |

## 300101-300200
| Nome                     | Designazione provvisoria | Data di scoperta | Scopritore                        |
| ------------------------ | ------------------------ | ---------------- | --------------------------------- |
| 300101 -                 | 2006 UV265               | 27 ottobre 2006  | CSS                               |
| 300102 -                 | 2006 UU269               | 27 ottobre 2006  | Spacewatch                        |
| 300103 -                 | 2006 UW269               | 27 ottobre 2006  | Spacewatch                        |
| 300104 -                 | 2006 UP273               | 27 ottobre 2006  | Spacewatch                        |
| 300105 -                 | 2006 UX279               | 28 ottobre 2006  | Mt. Lemmon Survey                 |
| 300106 -                 | 2006 UV282               | 28 ottobre 2006  | Spacewatch                        |
| 300107 -                 | 2006 UY285               | 28 ottobre 2006  | Spacewatch                        |
| 300108 -                 | 2006 UO286               | 28 ottobre 2006  | Spacewatch                        |
| 300109 -                 | 2006 UW321               | 22 ottobre 2006  | Siding Spring Survey              |
| 300110 -                 | 2006 UX321               | 25 ottobre 2006  | Siding Spring Survey              |
| 300111 -                 | 2006 UN329               | 23 ottobre 2006  | CSS                               |
| 300112 -                 | 2006 UL330               | 16 ottobre 2006  | Becker, A. C.                     |
| 300113 -                 | 2006 UV331               | 21 ottobre 2006  | Becker, A. C.                     |
| 300114 -                 | 2006 UL335               | 17 ottobre 2006  | CSS                               |
| 300115 -                 | 2006 UG337               | 28 ottobre 2006  | CSS                               |
| 300116 -                 | 2006 UO345               | 28 ottobre 2006  | Mt. Lemmon Survey                 |
| 300117 -                 | 2006 UQ346               | 22 ottobre 2006  | CSS                               |
| 300118 -                 | 2006 UH359               | 21 ottobre 2006  | Mt. Lemmon Survey                 |
| 300119 -                 | 2006 UK360               | 27 ottobre 2006  | CSS                               |
| 300120 -                 | 2006 VO2                 | 3 novembre 2006  | Astronomical Research Observatory |
| 300121 -                 | 2006 VN4                 | 9 novembre 2006  | Spacewatch                        |
| 300122 -                 | 2006 VW7                 | 10 novembre 2006 | Spacewatch                        |
| 300123 -                 | 2006 VE12                | 11 novembre 2006 | Mt. Lemmon Survey                 |
| 300124 Alessiazecchini   | 2006 VG14                | 14 novembre 2006 | Casulli, V. S.                    |
| 300125 -                 | 2006 VS20                | 9 novembre 2006  | Spacewatch                        |
| 300126 -                 | 2006 VC25                | 10 novembre 2006 | Spacewatch                        |
| 300127 -                 | 2006 VF32                | 11 novembre 2006 | Mt. Lemmon Survey                 |
| 300128 Panditjasraj      | 2006 VP32                | 11 novembre 2006 | Mt. Lemmon Survey                 |
| 300129 -                 | 2006 VZ37                | 12 novembre 2006 | CSS                               |
| 300130 -                 | 2006 VH48                | 10 novembre 2006 | Spacewatch                        |
| 300131 -                 | 2006 VU50                | 10 novembre 2006 | Spacewatch                        |
| 300132 -                 | 2006 VY50                | 10 novembre 2006 | Spacewatch                        |
| 300133 -                 | 2006 VF51                | 10 novembre 2006 | Spacewatch                        |
| 300134 -                 | 2006 VJ52                | 11 novembre 2006 | Spacewatch                        |
| 300135 -                 | 2006 VX54                | 11 novembre 2006 | Spacewatch                        |
| 300136 -                 | 2006 VY55                | 11 novembre 2006 | Spacewatch                        |
| 300137 -                 | 2006 VG56                | 11 novembre 2006 | Spacewatch                        |
| 300138 -                 | 2006 VS58                | 11 novembre 2006 | Spacewatch                        |
| 300139 -                 | 2006 VU58                | 11 novembre 2006 | Mt. Lemmon Survey                 |
| 300140 -                 | 2006 VB61                | 11 novembre 2006 | Spacewatch                        |
| 300141 -                 | 2006 VV61                | 11 novembre 2006 | Spacewatch                        |
| 300142 -                 | 2006 VW61                | 11 novembre 2006 | Spacewatch                        |
| 300143 -                 | 2006 VY61                | 11 novembre 2006 | Spacewatch                        |
| 300144 -                 | 2006 VW62                | 11 novembre 2006 | Spacewatch                        |
| 300145 -                 | 2006 VO63                | 11 novembre 2006 | Spacewatch                        |
| 300146 -                 | 2006 VJ67                | 11 novembre 2006 | Spacewatch                        |
| 300147 -                 | 2006 VE68                | 11 novembre 2006 | Spacewatch                        |
| 300148 -                 | 2006 VX73                | 11 novembre 2006 | Mt. Lemmon Survey                 |
| 300149 -                 | 2006 VU80                | 12 novembre 2006 | Mt. Lemmon Survey                 |
| 300150 Lantan            | 2006 VN81                | 12 novembre 2006 | Lin, H.-C., Ye, Q.-z.             |
| 300151 -                 | 2006 VR84                | 13 novembre 2006 | Mt. Lemmon Survey                 |
| 300152 -                 | 2006 VO85                | 14 novembre 2006 | Spacewatch                        |
| 300153 -                 | 2006 VP85                | 14 novembre 2006 | Spacewatch                        |
| 300154 -                 | 2006 VW89                | 14 novembre 2006 | Spacewatch                        |
| 300155 -                 | 2006 VZ91                | 15 novembre 2006 | Spacewatch                        |
| 300156 -                 | 2006 VP96                | 10 novembre 2006 | Spacewatch                        |
| 300157 -                 | 2006 VW96                | 10 novembre 2006 | Spacewatch                        |
| 300158 -                 | 2006 VB97                | 11 novembre 2006 | Spacewatch                        |
| 300159 -                 | 2006 VW121               | 14 novembre 2006 | Mt. Lemmon Survey                 |
| 300160 -                 | 2006 VV126               | 15 novembre 2006 | Spacewatch                        |
| 300161 -                 | 2006 VU131               | 15 novembre 2006 | Spacewatch                        |
| 300162 -                 | 2006 VG135               | 15 novembre 2006 | Spacewatch                        |
| 288P/(300163) 2006 VW139 | 2006 VW139               | 15 novembre 2006 | Spacewatch                        |
| 300164 -                 | 2006 VE140               | 15 novembre 2006 | Spacewatch                        |
| 300165 -                 | 2006 VW140               | 15 novembre 2006 | Spacewatch                        |
| 300166 -                 | 2006 VQ142               | 14 novembre 2006 | Spacewatch                        |
| 300167 -                 | 2006 VM143               | 15 novembre 2006 | Spacewatch                        |
| 300168 -                 | 2006 VA144               | 15 novembre 2006 | CSS                               |
| 300169 -                 | 2006 VC146               | 15 novembre 2006 | LINEAR                            |
| 300170 -                 | 2006 VB151               | 9 novembre 2006  | NEAT                              |
| 300171 -                 | 2006 VS151               | 9 novembre 2006  | NEAT                              |
| 300172 -                 | 2006 VS168               | 1º novembre 2006 | CSS                               |
| 300173 -                 | 2006 WT                  | 17 novembre 2006 | LINEAR                            |
| 300174 -                 | 2006 WM11                | 16 novembre 2006 | LINEAR                            |
| 300175 -                 | 2006 WV20                | 17 novembre 2006 | Mt. Lemmon Survey                 |
| 300176 -                 | 2006 WG26                | 18 novembre 2006 | Spacewatch                        |
| 300177 -                 | 2006 WD33                | 16 novembre 2006 | Spacewatch                        |
| 300178 -                 | 2006 WV36                | 16 novembre 2006 | Spacewatch                        |
| 300179 -                 | 2006 WY36                | 16 novembre 2006 | Spacewatch                        |
| 300180 -                 | 2006 WX42                | 16 novembre 2006 | Spacewatch                        |
| 300181 -                 | 2006 WK45                | 16 novembre 2006 | Mt. Lemmon Survey                 |
| 300182 -                 | 2006 WJ53                | 16 novembre 2006 | CSS                               |
| 300183 -                 | 2006 WZ58                | 17 novembre 2006 | Spacewatch                        |
| 300184 -                 | 2006 WK61                | 17 novembre 2006 | LINEAR                            |
| 300185 -                 | 2006 WB62                | 17 novembre 2006 | CSS                               |
| 300186 -                 | 2006 WG64                | 17 novembre 2006 | Mt. Lemmon Survey                 |
| 300187 -                 | 2006 WK65                | 17 novembre 2006 | Mt. Lemmon Survey                 |
| 300188 -                 | 2006 WD70                | 18 novembre 2006 | Spacewatch                        |
| 300189 -                 | 2006 WU71                | 18 novembre 2006 | Spacewatch                        |
| 300190 -                 | 2006 WV75                | 18 novembre 2006 | Spacewatch                        |
| 300191 -                 | 2006 WQ86                | 18 novembre 2006 | LINEAR                            |
| 300192 -                 | 2006 WW87                | 18 novembre 2006 | Mt. Lemmon Survey                 |
| 300193 -                 | 2006 WH92                | 19 novembre 2006 | Spacewatch                        |
| 300194 -                 | 2006 WC95                | 19 novembre 2006 | Spacewatch                        |
| 300195 -                 | 2006 WO96                | 19 novembre 2006 | Spacewatch                        |
| 300196 -                 | 2006 WZ96                | 19 novembre 2006 | Spacewatch                        |
| 300197 -                 | 2006 WX99                | 19 novembre 2006 | CSS                               |
| 300198 -                 | 2006 WH100               | 19 novembre 2006 | CSS                               |
| 300199 -                 | 2006 WK100               | 19 novembre 2006 | CSS                               |
| 300200 -                 | 2006 WS100               | 19 novembre 2006 | LINEAR                            |

## 300201-300300
| Nome                  | Designazione provvisoria | Data di scoperta | Scopritore               |
| --------------------- | ------------------------ | ---------------- | ------------------------ |
| 300201 -              | 2006 WG101               | 19 novembre 2006 | LINEAR                   |
| 300202 -              | 2006 WE109               | 19 novembre 2006 | Spacewatch               |
| 300203 -              | 2006 WE111               | 19 novembre 2006 | Spacewatch               |
| 300204 -              | 2006 WR117               | 20 novembre 2006 | Spacewatch               |
| 300205 -              | 2006 WH125               | 22 novembre 2006 | Mt. Lemmon Survey        |
| 300206 -              | 2006 WW126               | 15 novembre 2006 | CSS                      |
| 300207 -              | 2006 WB137               | 19 novembre 2006 | CSS                      |
| 300208 -              | 2006 WF139               | 19 novembre 2006 | Spacewatch               |
| 300209 -              | 2006 WT151               | 21 novembre 2006 | Mt. Lemmon Survey        |
| 300210 -              | 2006 WB152               | 21 novembre 2006 | Mt. Lemmon Survey        |
| 300211 -              | 2006 WP152               | 21 novembre 2006 | Mt. Lemmon Survey        |
| 300212 -              | 2006 WZ153               | 22 novembre 2006 | Mt. Lemmon Survey        |
| 300213 -              | 2006 WC156               | 22 novembre 2006 | Mt. Lemmon Survey        |
| 300214 -              | 2006 WH174               | 23 novembre 2006 | Spacewatch               |
| 300215 -              | 2006 WC180               | 24 novembre 2006 | Mt. Lemmon Survey        |
| 300216 -              | 2006 WK180               | 24 novembre 2006 | Mt. Lemmon Survey        |
| 300217 -              | 2006 WK182               | 24 novembre 2006 | Mt. Lemmon Survey        |
| 300218 -              | 2006 WG187               | 23 novembre 2006 | Mt. Lemmon Survey        |
| 300219 -              | 2006 WN187               | 23 novembre 2006 | Mt. Lemmon Survey        |
| 300220 -              | 2006 WT191               | 27 novembre 2006 | Spacewatch               |
| 300221 Brucebills     | 2006 XA5                 | 10 dicembre 2006 | Skillman, D. R.          |
| 300222 -              | 2006 XF6                 | 8 dicembre 2006  | NEAT                     |
| 300223 -              | 2006 XK32                | 9 dicembre 2006  | Spacewatch               |
| 300224 -              | 2006 XJ43                | 12 dicembre 2006 | CSS                      |
| 300225 -              | 2006 XN44                | 13 dicembre 2006 | Spacewatch               |
| 300226 Francocanepari | 2006 XK51                | 13 dicembre 2006 | San Marcello             |
| 300227 -              | 2006 XA52                | 14 dicembre 2006 | LINEAR                   |
| 300228 -              | 2006 XN54                | 15 dicembre 2006 | LINEAR                   |
| 300229 -              | 2006 XF73                | 15 dicembre 2006 | Spacewatch               |
| 300230 -              | 2006 YZ                  | 16 dicembre 2006 | Spacewatch               |
| 300231 -              | 2006 YV3                 | 16 dicembre 2006 | Mt. Lemmon Survey        |
| 300232 -              | 2006 YL5                 | 17 dicembre 2006 | Mt. Lemmon Survey        |
| 300233 -              | 2006 YX8                 | 20 dicembre 2006 | NEAT                     |
| 300234 -              | 2006 YH16                | 21 dicembre 2006 | Mt. Lemmon Survey        |
| 300235 -              | 2006 YT17                | 22 dicembre 2006 | Mt. Lemmon Survey        |
| 300236 -              | 2006 YM39                | 22 dicembre 2006 | Spacewatch               |
| 300237 -              | 2006 YD45                | 20 dicembre 2006 | NEAT                     |
| 300238 -              | 2007 CM16                | 7 febbraio 2007  | Mt. Lemmon Survey        |
| 300239 -              | 2007 CO25                | 8 febbraio 2007  | Mt. Lemmon Survey        |
| 300240 -              | 2007 CP26                | 9 febbraio 2007  | Kocher, P.               |
| 300241 -              | 2007 CQ60                | 10 febbraio 2007 | CSS                      |
| 300242 -              | 2007 DZ70                | 21 febbraio 2007 | Spacewatch               |
| 300243 -              | 2007 DE117               | 21 febbraio 2007 | CSS                      |
| 300244 -              | 2007 EY8                 | 9 marzo 2007     | Mt. Lemmon Survey        |
| 300245 -              | 2007 EC20                | 10 marzo 2007    | Mt. Lemmon Survey        |
| 300246 -              | 2007 EE96                | 10 marzo 2007    | Mt. Lemmon Survey        |
| 300247 -              | 2007 EX111               | 11 marzo 2007    | Spacewatch               |
| 300248 -              | 2007 ED165               | 15 marzo 2007    | LINEAR                   |
| 300249 -              | 2007 EE218               | 9 marzo 2007     | Mt. Lemmon Survey        |
| 300250 -              | 2007 EF222               | 10 marzo 2007    | Mt. Lemmon Survey        |
| 300251 -              | 2007 FX26                | 20 marzo 2007    | Spacewatch               |
| 300252 -              | 2007 FN32                | 20 marzo 2007    | Spacewatch               |
| 300253 -              | 2007 GP7                 | 7 aprile 2007    | Mt. Lemmon Survey        |
| 300254 -              | 2007 GH36                | 14 aprile 2007   | Spacewatch               |
| 300255 -              | 2007 GT47                | 14 aprile 2007   | Mt. Lemmon Survey        |
| 300256 -              | 2007 GV60                | 15 aprile 2007   | Spacewatch               |
| 300257 -              | 2007 GV75                | 15 aprile 2007   | Spacewatch               |
| 300258 -              | 2007 HT4                 | 18 aprile 2007   | Pises                    |
| 300259 -              | 2007 HJ16                | 23 aprile 2007   | Hoenig, S. F., Teamo, N. |
| 300260 -              | 2007 HJ24                | 18 aprile 2007   | Spacewatch               |
| 300261 -              | 2007 HS25                | 18 aprile 2007   | Mt. Lemmon Survey        |
| 300262 -              | 2007 HQ31                | 19 aprile 2007   | Spacewatch               |
| 300263 -              | 2007 HS32                | 19 aprile 2007   | Spacewatch               |
| 300264 -              | 2007 HO35                | 19 aprile 2007   | Mt. Lemmon Survey        |
| 300265 -              | 2007 HF81                | 25 aprile 2007   | Mt. Lemmon Survey        |
| 300266 -              | 2007 HW88                | 22 aprile 2007   | Spacewatch               |
| 300267 -              | 2007 JR2                 | 7 maggio 2007    | LUSS                     |
| 300268 -              | 2007 JK5                 | 9 maggio 2007    | Mt. Lemmon Survey        |
| 300269 -              | 2007 JE11                | 7 maggio 2007    | Spacewatch               |
| 300270 -              | 2007 JZ16                | 7 maggio 2007    | Spacewatch               |
| 300271 -              | 2007 JO26                | 9 maggio 2007    | Spacewatch               |
| 300272 -              | 2007 JK28                | 10 maggio 2007   | Spacewatch               |
| 300273 -              | 2007 JJ32                | 12 maggio 2007   | Spacewatch               |
| 300274 -              | 2007 JB40                | 11 maggio 2007   | Mt. Lemmon Survey        |
| 300275 -              | 2007 KR6                 | 25 maggio 2007   | Mt. Lemmon Survey        |
| 300276 -              | 2007 KG8                 | 19 maggio 2007   | CSS                      |
| 300277 -              | 2007 LR                  | 8 giugno 2007    | Spacewatch               |
| 300278 -              | 2007 LA21                | 12 giugno 2007   | Spacewatch               |
| 300279 -              | 2007 LU29                | 15 giugno 2007   | Spacewatch               |
| 300280 -              | 2007 MU2                 | 16 giugno 2007   | Spacewatch               |
| 300281 -              | 2007 ME5                 | 17 giugno 2007   | Spacewatch               |
| 300282 -              | 2007 MF11                | 21 giugno 2007   | Mt. Lemmon Survey        |
| 300283 -              | 2007 ML23                | 22 giugno 2007   | Spacewatch               |
| 300284 -              | 2007 NX2                 | 14 luglio 2007   | Hoenig, S. F., Teamo, N. |
| 300285 -              | 2007 OU3                 | 20 luglio 2007   | OAM                      |
| 300286 Zintun         | 2007 OV4                 | 21 luglio 2007   | LUSS                     |
| 300287 -              | 2007 OA5                 | 4 marzo 2006     | Spacewatch               |
| 300288 -              | 2007 OX5                 | 22 luglio 2007   | LUSS                     |
| 300289 -              | 2007 OM10                | 18 luglio 2007   | Mt. Lemmon Survey        |
| 300290 -              | 2007 PL1                 | 5 agosto 2007    | Ferrando, R.             |
| 300291 -              | 2007 PN3                 | 6 agosto 2007    | LUSS                     |
| 300292 -              | 2007 PK6                 | 6 agosto 2007    | Broughton, J.            |
| 300293 -              | 2007 PN6                 | 7 agosto 2007    | Broughton, J.            |
| 300294 -              | 2007 PZ7                 | 10 agosto 2007   | Siding Spring Survey     |
| 300295 -              | 2007 PW8                 | 6 agosto 2007    | Chante-Perdrix           |
| 300296 -              | 2007 PD10                | 8 agosto 2007    | LINEAR                   |
| 300297 -              | 2007 PG10                | 9 agosto 2007    | LINEAR                   |
| 300298 -              | 2007 PV11                | 8 agosto 2007    | LINEAR                   |
| 300299 -              | 2007 PB12                | 11 agosto 2007   | LINEAR                   |
| 300300 TAM            | 2007 PL12                | 6 agosto 2007    | LUSS                     |

## 300301-300400
| Nome                  | Designazione provvisoria | Data di scoperta  | Scopritore               |
| --------------------- | ------------------------ | ----------------- | ------------------------ |
| 300301 -              | 2007 PH15                | 8 agosto 2007     | LINEAR                   |
| 300302 -              | 2007 PC16                | 8 agosto 2007     | LINEAR                   |
| 300303 -              | 2007 PM18                | 9 agosto 2007     | LINEAR                   |
| 300304 -              | 2007 PY18                | 9 agosto 2007     | LINEAR                   |
| 300305 -              | 2007 PE19                | 9 agosto 2007     | LINEAR                   |
| 300306 -              | 2007 PA20                | 9 agosto 2007     | LINEAR                   |
| 300307 -              | 2007 PF21                | 9 agosto 2007     | LINEAR                   |
| 300308 -              | 2007 PP22                | 11 agosto 2007    | LINEAR                   |
| 300309 -              | 2007 PQ23                | 12 agosto 2007    | LINEAR                   |
| 300310 -              | 2007 PL26                | 11 agosto 2007    | Siding Spring Survey     |
| 300311 -              | 2007 PE27                | 9 agosto 2007     | Palomar                  |
| 300312 -              | 2007 PR28                | 15 agosto 2007    | Ries, W.                 |
| 300313 -              | 2007 PA31                | 5 agosto 2007     | LINEAR                   |
| 300314 -              | 2007 PL32                | 8 agosto 2007     | LINEAR                   |
| 300315 -              | 2007 PE35                | 9 agosto 2007     | LINEAR                   |
| 300316 -              | 2007 PA36                | 12 agosto 2007    | LINEAR                   |
| 300317 -              | 2007 PT36                | 13 agosto 2007    | LINEAR                   |
| 300318 -              | 2007 PN44                | 11 agosto 2007    | LONEOS                   |
| 300319 -              | 2007 PE45                | 10 agosto 2007    | Spacewatch               |
| 300320 -              | 2007 PW49                | 10 agosto 2007    | Spacewatch               |
| 300321 -              | 2007 PK50                | 15 agosto 2007    | LINEAR                   |
| 300322 -              | 2007 QH1                 | 16 agosto 2007    | LINEAR                   |
| 300323 -              | 2007 QW2                 | 21 agosto 2007    | Tucker, R. A.            |
| 300324 -              | 2007 QZ2                 | 21 agosto 2007    | Hoenig, S. F., Teamo, N. |
| 300325 -              | 2007 QL4                 | 26 agosto 2007    | Suno                     |
| 300326 -              | 2007 QX5                 | 21 agosto 2007    | LONEOS                   |
| 300327 -              | 2007 QL6                 | 21 agosto 2007    | LONEOS                   |
| 300328 -              | 2007 QT6                 | 21 agosto 2007    | LONEOS                   |
| 300329 -              | 2007 QF9                 | 22 agosto 2007    | LINEAR                   |
| 300330 -              | 2007 RG7                 | 6 settembre 2007  | Chante-Perdrix           |
| 300331 -              | 2007 RP7                 | 3 settembre 2007  | CSS                      |
| 300332 -              | 2007 RL11                | 9 settembre 2007  | Kocher, P.               |
| 300333 -              | 2007 RG15                | 12 settembre 2007 | Chante-Perdrix           |
| 300334 Antonalexander | 2007 RF18                | 12 settembre 2007 | Koenig, M.               |
| 300335 -              | 2007 RK20                | 2 settembre 2007  | CSS                      |
| 300336 -              | 2007 RN23                | 3 settembre 2007  | CSS                      |
| 300337 -              | 2007 RZ27                | 4 settembre 2007  | CSS                      |
| 300338 -              | 2007 RJ31                | 5 settembre 2007  | CSS                      |
| 300339 -              | 2007 RW31                | 5 settembre 2007  | CSS                      |
| 300340 -              | 2007 RF32                | 5 settembre 2007  | CSS                      |
| 300341 -              | 2007 RT34                | 6 settembre 2007  | LONEOS                   |
| 300342 -              | 2007 RZ37                | 8 settembre 2007  | LONEOS                   |
| 300343 -              | 2007 RF41                | 9 settembre 2007  | LONEOS                   |
| 300344 -              | 2007 RJ42                | 9 settembre 2007  | Spacewatch               |
| 300345 -              | 2007 RG45                | 9 settembre 2007  | Spacewatch               |
| 300346 -              | 2007 RR47                | 9 settembre 2007  | Mt. Lemmon Survey        |
| 300347 -              | 2007 RV48                | 9 settembre 2007  | Mt. Lemmon Survey        |
| 300348 -              | 2007 RP49                | 9 settembre 2007  | Mt. Lemmon Survey        |
| 300349 -              | 2007 RR50                | 9 settembre 2007  | Spacewatch               |
| 300350 -              | 2007 RB52                | 9 settembre 2007  | Spacewatch               |
| 300351 -              | 2007 RH52                | 9 settembre 2007  | Spacewatch               |
| 300352 -              | 2007 RH55                | 30 settembre 2003 | Spacewatch               |
| 300353 -              | 2007 RG57                | 9 settembre 2007  | Spacewatch               |
| 300354 -              | 2007 RV57                | 9 settembre 2007  | Mt. Lemmon Survey        |
| 300355 -              | 2007 RP65                | 10 settembre 2007 | Mt. Lemmon Survey        |
| 300356 -              | 2007 RU68                | 10 settembre 2007 | Spacewatch               |
| 300357 -              | 2007 RM69                | 10 settembre 2007 | Spacewatch               |
| 300358 -              | 2007 RL76                | 10 settembre 2007 | Mt. Lemmon Survey        |
| 300359 -              | 2007 RY76                | 10 settembre 2007 | Mt. Lemmon Survey        |
| 300360 -              | 2007 RV86                | 10 settembre 2007 | Mt. Lemmon Survey        |
| 300361 -              | 2007 RO87                | 10 settembre 2007 | Mt. Lemmon Survey        |
| 300362 -              | 2007 RX89                | 10 settembre 2007 | Mt. Lemmon Survey        |
| 300363 -              | 2007 RM91                | 10 settembre 2007 | Mt. Lemmon Survey        |
| 300364 -              | 2007 RZ91                | 10 settembre 2007 | Mt. Lemmon Survey        |
| 300365 -              | 2007 RJ102               | 11 settembre 2007 | CSS                      |
| 300366 -              | 2007 RO108               | 11 settembre 2007 | Spacewatch               |
| 300367 -              | 2007 RA109               | 11 settembre 2007 | Spacewatch               |
| 300368 -              | 2007 RN120               | 12 settembre 2007 | CSS                      |
| 300369 -              | 2007 RO122               | 12 settembre 2007 | Mt. Lemmon Survey        |
| 300370 -              | 2007 RE126               | 12 settembre 2007 | Mt. Lemmon Survey        |
| 300371 -              | 2007 RS130               | 12 settembre 2007 | Mt. Lemmon Survey        |
| 300372 -              | 2007 RS134               | 12 settembre 2007 | LONEOS                   |
| 300373 -              | 2007 RH140               | 13 settembre 2007 | LINEAR                   |
| 300374 -              | 2007 RB141               | 13 settembre 2007 | LINEAR                   |
| 300375 -              | 2007 RR142               | 13 settembre 2007 | LINEAR                   |
| 300376 -              | 2007 RB145               | 14 settembre 2007 | LINEAR                   |
| 300377 -              | 2007 RM145               | 14 settembre 2007 | LINEAR                   |
| 300378 -              | 2007 RD146               | 15 settembre 2007 | LINEAR                   |
| 300379 -              | 2007 RX148               | 12 settembre 2007 | CSS                      |
| 300380 -              | 2007 RQ150               | 15 settembre 2007 | Mt. Lemmon Survey        |
| 300381 -              | 2007 RV150               | 9 settembre 2007  | LONEOS                   |
| 300382 -              | 2007 RQ156               | 10 settembre 2007 | Mt. Lemmon Survey        |
| 300383 -              | 2007 RB158               | 12 settembre 2007 | CSS                      |
| 300384 -              | 2007 RP158               | 12 settembre 2007 | CSS                      |
| 300385 -              | 2007 RO164               | 10 settembre 2007 | Spacewatch               |
| 300386 -              | 2007 RK174               | 10 settembre 2007 | Spacewatch               |
| 300387 -              | 2007 RY195               | 13 settembre 2007 | CSS                      |
| 300388 -              | 2007 RT196               | 13 settembre 2007 | Mt. Lemmon Survey        |
| 300389 -              | 2007 RL202               | 13 settembre 2007 | Spacewatch               |
| 300390 -              | 2007 RK208               | 10 settembre 2007 | Spacewatch               |
| 300391 -              | 2007 RB216               | 12 settembre 2007 | Spacewatch               |
| 300392 -              | 2007 RY217               | 13 settembre 2007 | Mt. Lemmon Survey        |
| 300393 -              | 2007 RS222               | 14 settembre 2007 | Mt. Lemmon Survey        |
| 300394 -              | 2007 RN226               | 10 settembre 2007 | Spacewatch               |
| 300395 -              | 2007 RG231               | 11 settembre 2007 | Mt. Lemmon Survey        |
| 300396 -              | 2007 RL240               | 14 settembre 2007 | Mt. Lemmon Survey        |
| 300397 -              | 2007 RA242               | 13 settembre 2007 | LINEAR                   |
| 300398 -              | 2007 RK253               | 13 settembre 2007 | Mt. Lemmon Survey        |
| 300399 -              | 2007 RW256               | 14 settembre 2007 | Spacewatch               |
| 300400 -              | 2007 RV258               | 14 settembre 2007 | Mt. Lemmon Survey        |

## 300401-300500
| Nome     | Designazione provvisoria | Data di scoperta  | Scopritore                        |
| -------- | ------------------------ | ----------------- | --------------------------------- |
| 300401 - | 2007 RM259               | 1º agosto 1998    | ODAS                              |
| 300402 - | 2007 RF260               | 14 settembre 2007 | Mt. Lemmon Survey                 |
| 300403 - | 2007 RM262               | 15 settembre 2007 | Spacewatch                        |
| 300404 - | 2007 RH271               | 15 settembre 2007 | Mt. Lemmon Survey                 |
| 300405 - | 2007 RD277               | 5 settembre 2007  | LONEOS                            |
| 300406 - | 2007 RF281               | 13 settembre 2007 | CSS                               |
| 300407 - | 2007 RN284               | 11 settembre 2007 | Mt. Lemmon Survey                 |
| 300408 - | 2007 RW284               | 12 settembre 2007 | Mt. Lemmon Survey                 |
| 300409 - | 2007 RG287               | 9 settembre 2007  | Mt. Lemmon Survey                 |
| 300410 - | 2007 RO287               | 9 settembre 2007  | Mt. Lemmon Survey                 |
| 300411 - | 2007 RK288               | 12 settembre 2007 | CSS                               |
| 300412 - | 2007 RQ290               | 10 settembre 2007 | Mt. Lemmon Survey                 |
| 300413 - | 2007 RY295               | 15 settembre 2007 | Mt. Lemmon Survey                 |
| 300414 - | 2007 RC296               | 9 settembre 2007  | Mt. Lemmon Survey                 |
| 300415 - | 2007 RW296               | 15 settembre 2007 | Mt. Lemmon Survey                 |
| 300416 - | 2007 RN298               | 10 settembre 2007 | Spacewatch                        |
| 300417 - | 2007 RK314               | 15 settembre 2007 | LONEOS                            |
| 300418 - | 2007 RQ318               | 11 settembre 2007 | Spacewatch                        |
| 300419 - | 2007 RO321               | 14 settembre 2007 | LINEAR                            |
| 300420 - | 2007 SN5                 | 11 settembre 2007 | CSS                               |
| 300421 - | 2007 SD15                | 21 settembre 2007 | PMO NEO Survey Program            |
| 300422 - | 2007 SH16                | 30 settembre 2007 | Spacewatch                        |
| 300423 - | 2007 SH19                | 18 settembre 2007 | Mt. Lemmon Survey                 |
| 300424 - | 2007 SG20                | 25 settembre 2007 | Mt. Lemmon Survey                 |
| 300425 - | 2007 TA4                 | 5 ottobre 2007    | Ferrando, R.                      |
| 300426 - | 2007 TM5                 | 3 ottobre 2007    | Teamo, N.                         |
| 300427 - | 2007 TW8                 | 6 ottobre 2007    | Bickel, W.                        |
| 300428 - | 2007 TX11                | 6 ottobre 2007    | LINEAR                            |
| 300429 - | 2007 TN12                | 6 ottobre 2007    | LINEAR                            |
| 300430 - | 2007 TC16                | 6 ottobre 2007    | Astronomical Research Observatory |
| 300431 - | 2007 TP16                | 4 ottobre 2007    | CSS                               |
| 300432 - | 2007 TT17                | 7 ottobre 2007    | Chante-Perdrix                    |
| 300433 - | 2007 TX21                | 7 ottobre 2007    | Spacewatch                        |
| 300434 - | 2007 TR28                | 4 ottobre 2007    | Spacewatch                        |
| 300435 - | 2007 TT32                | 6 ottobre 2007    | Spacewatch                        |
| 300436 - | 2007 TF34                | 6 ottobre 2007    | Spacewatch                        |
| 300437 - | 2007 TM34                | 6 ottobre 2007    | Spacewatch                        |
| 300438 - | 2007 TX38                | 6 ottobre 2007    | Spacewatch                        |
| 300439 - | 2007 TH39                | 13 settembre 2007 | Mt. Lemmon Survey                 |
| 300440 - | 2007 TG42                | 7 ottobre 2007    | Mt. Lemmon Survey                 |
| 300441 - | 2007 TO43                | 7 ottobre 2007    | Mt. Lemmon Survey                 |
| 300442 - | 2007 TQ43                | 7 ottobre 2007    | Mt. Lemmon Survey                 |
| 300443 - | 2007 TR47                | 4 ottobre 2007    | Spacewatch                        |
| 300444 - | 2007 TQ50                | 4 ottobre 2007    | Spacewatch                        |
| 300445 - | 2007 TP53                | 4 ottobre 2007    | Spacewatch                        |
| 300446 - | 2007 TK54                | 4 ottobre 2007    | Spacewatch                        |
| 300447 - | 2007 TV54                | 4 ottobre 2007    | Spacewatch                        |
| 300448 - | 2007 TO55                | 4 ottobre 2007    | Spacewatch                        |
| 300449 - | 2007 TW59                | 5 ottobre 2007    | Spacewatch                        |
| 300450 - | 2007 TJ63                | 7 ottobre 2007    | Mt. Lemmon Survey                 |
| 300451 - | 2007 TA68                | 10 ottobre 2007   | Tucker, R. A.                     |
| 300452 - | 2007 TY70                | 13 ottobre 2007   | Tucker, R. A.                     |
| 300453 - | 2007 TF74                | 8 ottobre 2007    | CSS                               |
| 300454 - | 2007 TM74                | 13 ottobre 2007   | Tucker, R. A.                     |
| 300455 - | 2007 TM77                | 5 ottobre 2007    | Spacewatch                        |
| 300456 - | 2007 TQ77                | 5 ottobre 2007    | Spacewatch                        |
| 300457 - | 2007 TE79                | 5 ottobre 2007    | Spacewatch                        |
| 300458 - | 2007 TW81                | 7 ottobre 2007    | Mt. Lemmon Survey                 |
| 300459 - | 2007 TB83                | 8 ottobre 2007    | Mt. Lemmon Survey                 |
| 300460 - | 2007 TC86                | 8 ottobre 2007    | Mt. Lemmon Survey                 |
| 300461 - | 2007 TH86                | 8 ottobre 2007    | CSS                               |
| 300462 - | 2007 TK86                | 8 ottobre 2007    | Mt. Lemmon Survey                 |
| 300463 - | 2007 TL86                | 8 ottobre 2007    | Mt. Lemmon Survey                 |
| 300464 - | 2007 TG87                | 8 ottobre 2007    | Mt. Lemmon Survey                 |
| 300465 - | 2007 TN94                | 7 ottobre 2007    | CSS                               |
| 300466 - | 2007 TC97                | 8 ottobre 2007    | Mt. Lemmon Survey                 |
| 300467 - | 2007 TW98                | 8 ottobre 2007    | Mt. Lemmon Survey                 |
| 300468 - | 2007 TP107               | 4 ottobre 2007    | Spacewatch                        |
| 300469 - | 2007 TQ107               | 4 ottobre 2007    | CSS                               |
| 300470 - | 2007 TN112               | 8 ottobre 2007    | CSS                               |
| 300471 - | 2007 TR113               | 8 ottobre 2007    | LONEOS                            |
| 300472 - | 2007 TE114               | 8 ottobre 2007    | CSS                               |
| 300473 - | 2007 TK114               | 8 ottobre 2007    | CSS                               |
| 300474 - | 2007 TW114               | 8 ottobre 2007    | Spacewatch                        |
| 300475 - | 2007 TO116               | 9 ottobre 2007    | Spacewatch                        |
| 300476 - | 2007 TG117               | 9 ottobre 2007    | Spacewatch                        |
| 300477 - | 2007 TV119               | 9 ottobre 2007    | Mt. Lemmon Survey                 |
| 300478 - | 2007 TT120               | 4 ottobre 2007    | Spacewatch                        |
| 300479 - | 2007 TG123               | 6 ottobre 2007    | Spacewatch                        |
| 300480 - | 2007 TH125               | 6 ottobre 2007    | Spacewatch                        |
| 300481 - | 2007 TA126               | 6 ottobre 2007    | Spacewatch                        |
| 300482 - | 2007 TB126               | 6 ottobre 2007    | Spacewatch                        |
| 300483 - | 2007 TC127               | 6 ottobre 2007    | Spacewatch                        |
| 300484 - | 2007 TV127               | 6 ottobre 2007    | Spacewatch                        |
| 300485 - | 2007 TK129               | 6 ottobre 2007    | Spacewatch                        |
| 300486 - | 2007 TK130               | 6 ottobre 2007    | PMO NEO Survey Program            |
| 300487 - | 2007 TT131               | 7 ottobre 2007    | Mt. Lemmon Survey                 |
| 300488 - | 2007 TZ132               | 7 ottobre 2007    | Mt. Lemmon Survey                 |
| 300489 - | 2007 TJ133               | 7 ottobre 2007    | Mt. Lemmon Survey                 |
| 300490 - | 2007 TZ134               | 8 ottobre 2007    | Spacewatch                        |
| 300491 - | 2007 TQ142               | 13 ottobre 2007   | Chante-Perdrix                    |
| 300492 - | 2007 TE143               | 9 ottobre 2007    | PMO NEO Survey Program            |
| 300493 - | 2007 TF145               | 6 ottobre 2007    | LINEAR                            |
| 300494 - | 2007 TK153               | 9 ottobre 2007    | LINEAR                            |
| 300495 - | 2007 TE155               | 9 ottobre 2007    | LINEAR                            |
| 300496 - | 2007 TL155               | 9 ottobre 2007    | LINEAR                            |
| 300497 - | 2007 TW157               | 9 ottobre 2007    | LINEAR                            |
| 300498 - | 2007 TM158               | 9 ottobre 2007    | LINEAR                            |
| 300499 - | 2007 TU158               | 9 ottobre 2007    | LINEAR                            |
| 300500 - | 2007 TO160               | 9 ottobre 2007    | LINEAR                            |

## 300501-300600
| Nome     | Designazione provvisoria | Data di scoperta | Scopritore             |
| -------- | ------------------------ | ---------------- | ---------------------- |
| 300501 - | 2007 TN161               | 4 ottobre 2007   | CSS                    |
| 300502 - | 2007 TW161               | 11 ottobre 2007  | LINEAR                 |
| 300503 - | 2007 TB165               | 11 ottobre 2007  | LINEAR                 |
| 300504 - | 2007 TW165               | 11 ottobre 2007  | LINEAR                 |
| 300505 - | 2007 TJ172               | 13 ottobre 2007  | LINEAR                 |
| 300506 - | 2007 TH173               | 4 ottobre 2007   | Spacewatch             |
| 300507 - | 2007 TJ174               | 4 ottobre 2007   | Spacewatch             |
| 300508 - | 2007 TV175               | 4 ottobre 2007   | PMO NEO Survey Program |
| 300509 - | 2007 TG178               | 6 ottobre 2007   | PMO NEO Survey Program |
| 300510 - | 2007 TZ182               | 8 ottobre 2007   | Mt. Lemmon Survey      |
| 300511 - | 2007 TP183               | 9 ottobre 2007   | Spacewatch             |
| 300512 - | 2007 TH186               | 13 ottobre 2007  | LINEAR                 |
| 300513 - | 2007 TJ186               | 13 ottobre 2007  | LINEAR                 |
| 300514 - | 2007 TU187               | 14 ottobre 2007  | LINEAR                 |
| 300515 - | 2007 TF190               | 4 ottobre 2007   | Mt. Lemmon Survey      |
| 300516 - | 2007 TG193               | 6 ottobre 2007   | Spacewatch             |
| 300517 - | 2007 TH196               | 7 ottobre 2007   | Mt. Lemmon Survey      |
| 300518 - | 2007 TD205               | 8 ottobre 2007   | Mt. Lemmon Survey      |
| 300519 - | 2007 TK210               | 5 ottobre 2007   | Spacewatch             |
| 300520 - | 2007 TW212               | 7 ottobre 2007   | Spacewatch             |
| 300521 - | 2007 TA213               | 7 ottobre 2007   | Spacewatch             |
| 300522 - | 2007 TV213               | 7 ottobre 2007   | Spacewatch             |
| 300523 - | 2007 TH214               | 7 ottobre 2007   | Spacewatch             |
| 300524 - | 2007 TX214               | 7 ottobre 2007   | Spacewatch             |
| 300525 - | 2007 TZ214               | 7 ottobre 2007   | Spacewatch             |
| 300526 - | 2007 TS215               | 7 ottobre 2007   | Spacewatch             |
| 300527 - | 2007 TA221               | 9 ottobre 2007   | Mt. Lemmon Survey      |
| 300528 - | 2007 TY222               | 10 ottobre 2007  | Spacewatch             |
| 300529 - | 2007 TH225               | 4 ottobre 2007   | Spacewatch             |
| 300530 - | 2007 TB226               | 8 ottobre 2007   | Spacewatch             |
| 300531 - | 2007 TN226               | 8 ottobre 2007   | Spacewatch             |
| 300532 - | 2007 TA228               | 8 ottobre 2007   | Spacewatch             |
| 300533 - | 2007 TO230               | 8 ottobre 2007   | Spacewatch             |
| 300534 - | 2007 TB237               | 9 ottobre 2007   | Mt. Lemmon Survey      |
| 300535 - | 2007 TC238               | 10 ottobre 2007  | Spacewatch             |
| 300536 - | 2007 TZ238               | 10 ottobre 2007  | Mt. Lemmon Survey      |
| 300537 - | 2007 TZ243               | 8 ottobre 2007   | CSS                    |
| 300538 - | 2007 TQ244               | 8 ottobre 2007   | CSS                    |
| 300539 - | 2007 TP246               | 9 ottobre 2007   | CSS                    |
| 300540 - | 2007 TD253               | 8 ottobre 2007   | Mt. Lemmon Survey      |
| 300541 - | 2007 TW255               | 10 ottobre 2007  | Spacewatch             |
| 300542 - | 2007 TQ257               | 10 ottobre 2007  | Spacewatch             |
| 300543 - | 2007 TU260               | 10 ottobre 2007  | Spacewatch             |
| 300544 - | 2007 TL261               | 10 ottobre 2007  | Spacewatch             |
| 300545 - | 2007 TK262               | 10 ottobre 2007  | Spacewatch             |
| 300546 - | 2007 TB263               | 10 ottobre 2007  | Spacewatch             |
| 300547 - | 2007 TD263               | 10 ottobre 2007  | Spacewatch             |
| 300548 - | 2007 TN266               | 9 ottobre 2007   | Spacewatch             |
| 300549 - | 2007 TS266               | 9 ottobre 2007   | Spacewatch             |
| 300550 - | 2007 TJ270               | 9 ottobre 2007   | Spacewatch             |
| 300551 - | 2007 TL271               | 9 ottobre 2007   | Spacewatch             |
| 300552 - | 2007 TP272               | 9 ottobre 2007   | Spacewatch             |
| 300553 - | 2007 TT272               | 9 ottobre 2007   | Spacewatch             |
| 300554 - | 2007 TC276               | 11 ottobre 2007  | Mt. Lemmon Survey      |
| 300555 - | 2007 TA293               | 8 ottobre 2007   | Mt. Lemmon Survey      |
| 300556 - | 2007 TN296               | 10 ottobre 2007  | Mt. Lemmon Survey      |
| 300557 - | 2007 TC298               | 11 ottobre 2007  | Mt. Lemmon Survey      |
| 300558 - | 2007 TB299               | 12 ottobre 2007  | Spacewatch             |
| 300559 - | 2007 TT302               | 12 ottobre 2007  | Spacewatch             |
| 300560 - | 2007 TQ319               | 12 ottobre 2007  | Spacewatch             |
| 300561 - | 2007 TH320               | 13 ottobre 2007  | CSS                    |
| 300562 - | 2007 TS326               | 11 ottobre 2007  | Spacewatch             |
| 300563 - | 2007 TF327               | 11 ottobre 2007  | Spacewatch             |
| 300564 - | 2007 TO327               | 11 ottobre 2007  | Spacewatch             |
| 300565 - | 2007 TG331               | 11 ottobre 2007  | Spacewatch             |
| 300566 - | 2007 TU331               | 11 ottobre 2007  | Spacewatch             |
| 300567 - | 2007 TU333               | 11 ottobre 2007  | Spacewatch             |
| 300568 - | 2007 TS336               | 12 ottobre 2007  | Spacewatch             |
| 300569 - | 2007 TP337               | 13 ottobre 2007  | CSS                    |
| 300570 - | 2007 TA338               | 13 ottobre 2007  | CSS                    |
| 300571 - | 2007 TH342               | 9 ottobre 2007   | Mt. Lemmon Survey      |
| 300572 - | 2007 TG344               | 10 ottobre 2007  | Mt. Lemmon Survey      |
| 300573 - | 2007 TX353               | 10 ottobre 2007  | Spacewatch             |
| 300574 - | 2007 TM360               | 14 ottobre 2007  | Mt. Lemmon Survey      |
| 300575 - | 2007 TG361               | 14 ottobre 2007  | Mt. Lemmon Survey      |
| 300576 - | 2007 TB363               | 14 ottobre 2007  | Mt. Lemmon Survey      |
| 300577 - | 2007 TA367               | 9 ottobre 2007   | Spacewatch             |
| 300578 - | 2007 TF367               | 10 ottobre 2007  | Mt. Lemmon Survey      |
| 300579 - | 2007 TG368               | 10 ottobre 2007  | Mt. Lemmon Survey      |
| 300580 - | 2007 TA371               | 12 ottobre 2007  | Mt. Lemmon Survey      |
| 300581 - | 2007 TD372               | 13 ottobre 2007  | Mt. Lemmon Survey      |
| 300582 - | 2007 TT373               | 14 ottobre 2007  | Spacewatch             |
| 300583 - | 2007 TM385               | 15 ottobre 2007  | CSS                    |
| 300584 - | 2007 TC386               | 15 ottobre 2007  | CSS                    |
| 300585 - | 2007 TL388               | 13 ottobre 2007  | Mt. Lemmon Survey      |
| 300586 - | 2007 TW388               | 13 ottobre 2007  | CSS                    |
| 300587 - | 2007 TJ393               | 13 ottobre 2007  | Spacewatch             |
| 300588 - | 2007 TD398               | 15 ottobre 2007  | Spacewatch             |
| 300589 - | 2007 TQ398               | 15 ottobre 2007  | Mt. Lemmon Survey      |
| 300590 - | 2007 TE404               | 15 ottobre 2007  | Spacewatch             |
| 300591 - | 2007 TA405               | 15 ottobre 2007  | Spacewatch             |
| 300592 - | 2007 TM411               | 13 ottobre 2007  | CSS                    |
| 300593 - | 2007 TF412               | 14 ottobre 2007  | CSS                    |
| 300594 - | 2007 TN418               | 4 ottobre 2007   | Spacewatch             |
| 300595 - | 2007 TK419               | 13 ottobre 2007  | Spacewatch             |
| 300596 - | 2007 TN419               | 14 ottobre 2007  | Mt. Lemmon Survey      |
| 300597 - | 2007 TD421               | 11 ottobre 2007  | CSS                    |
| 300598 - | 2007 TA426               | 9 ottobre 2007   | Spacewatch             |
| 300599 - | 2007 TW430               | 15 ottobre 2007  | Mt. Lemmon Survey      |
| 300600 - | 2007 TX430               | 15 ottobre 2007  | Mt. Lemmon Survey      |

## 300601-300700
| Nome              | Designazione provvisoria | Data di scoperta  | Scopritore             |
| ----------------- | ------------------------ | ----------------- | ---------------------- |
| 300601 -          | 2007 TO432               | 6 ottobre 2007    | Spacewatch             |
| 300602 -          | 2007 TE434               | 7 ottobre 2007    | Spacewatch             |
| 300603 -          | 2007 TB435               | 9 ottobre 2007    | CSS                    |
| 300604 -          | 2007 TJ436               | 4 ottobre 2007    | CSS                    |
| 300605 -          | 2007 TF438               | 4 ottobre 2007    | Spacewatch             |
| 300606 -          | 2007 TO439               | 4 ottobre 2007    | Spacewatch             |
| 300607 -          | 2007 TA441               | 10 ottobre 2007   | CSS                    |
| 300608 -          | 2007 TT441               | 8 ottobre 2007    | Spacewatch             |
| 300609 -          | 2007 TE445               | 12 ottobre 2007   | LINEAR                 |
| 300610 -          | 2007 TP448               | 8 ottobre 2007    | Mt. Lemmon Survey      |
| 300611 -          | 2007 TB452               | 14 ottobre 2007   | Mt. Lemmon Survey      |
| 300612 -          | 2007 UJ1                 | 16 ottobre 2007   | BATTeRS                |
| 300613 -          | 2007 UP5                 | 20 ottobre 2007   | BATTeRS                |
| 300614 -          | 2007 UL9                 | 17 ottobre 2007   | LONEOS                 |
| 300615 -          | 2007 UJ11                | 19 ottobre 2007   | LINEAR                 |
| 300616 -          | 2007 UU11                | 19 ottobre 2007   | LINEAR                 |
| 300617 -          | 2007 UV11                | 19 ottobre 2007   | LINEAR                 |
| 300618 -          | 2007 UA16                | 18 ottobre 2007   | Mt. Lemmon Survey      |
| 300619 -          | 2007 UL20                | 18 ottobre 2007   | Mt. Lemmon Survey      |
| 300620 -          | 2007 US22                | 16 ottobre 2007   | Spacewatch             |
| 300621 -          | 2007 UL26                | 19 ottobre 2007   | LONEOS                 |
| 300622 -          | 2007 UW28                | 17 ottobre 2007   | Mt. Lemmon Survey      |
| 300623 -          | 2007 UG33                | 16 ottobre 2007   | CSS                    |
| 300624 -          | 2007 UR33                | 16 ottobre 2007   | CSS                    |
| 300625 -          | 2007 UW36                | 19 ottobre 2007   | CSS                    |
| 300626 -          | 2007 UR37                | 17 marzo 2005     | Spacewatch             |
| 300627 -          | 2007 UE38                | 10 settembre 2007 | Mt. Lemmon Survey      |
| 300628 -          | 2007 UX39                | 20 ottobre 2007   | Mt. Lemmon Survey      |
| 300629 -          | 2007 UE41                | 16 ottobre 2007   | Spacewatch             |
| 300630 -          | 2007 UJ42                | 11 gennaio 2000   | Spacewatch             |
| 300631 -          | 2007 UM43                | 18 ottobre 2007   | Spacewatch             |
| 300632 -          | 2007 UB47                | 20 ottobre 2007   | CSS                    |
| 300633 -          | 2007 UO47                | 19 ottobre 2007   | LONEOS                 |
| 300634 Chuwenshin | 2007 UT47                | 19 ottobre 2007   | LUSS                   |
| 300635 -          | 2007 UN54                | 30 ottobre 2007   | Spacewatch             |
| 300636 -          | 2007 UT55                | 30 ottobre 2007   | Spacewatch             |
| 300637 -          | 2007 UZ55                | 30 ottobre 2007   | Spacewatch             |
| 300638 -          | 2007 UA59                | 30 ottobre 2007   | Mt. Lemmon Survey      |
| 300639 -          | 2007 UG59                | 30 ottobre 2007   | Mt. Lemmon Survey      |
| 300640 -          | 2007 UU59                | 30 ottobre 2007   | Mt. Lemmon Survey      |
| 300641 -          | 2007 UM60                | 30 ottobre 2007   | Mt. Lemmon Survey      |
| 300642 -          | 2007 UQ60                | 30 ottobre 2007   | Mt. Lemmon Survey      |
| 300643 -          | 2007 UQ65                | 31 ottobre 2007   | Cordell-Lorenz         |
| 300644 -          | 2007 UK75                | 31 ottobre 2007   | Spacewatch             |
| 300645 -          | 2007 UQ76                | 31 ottobre 2007   | Mt. Lemmon Survey      |
| 300646 -          | 2007 UV81                | 30 ottobre 2007   | Spacewatch             |
| 300647 -          | 2007 UE82                | 30 ottobre 2007   | Spacewatch             |
| 300648 -          | 2007 UH83                | 30 ottobre 2007   | Spacewatch             |
| 300649 -          | 2007 UJ84                | 30 ottobre 2007   | Spacewatch             |
| 300650 -          | 2007 UW84                | 30 ottobre 2007   | Spacewatch             |
| 300651 -          | 2007 UC85                | 30 ottobre 2007   | Spacewatch             |
| 300652 -          | 2007 UY87                | 30 ottobre 2007   | Spacewatch             |
| 300653 -          | 2007 UZ88                | 30 ottobre 2007   | Mt. Lemmon Survey      |
| 300654 -          | 2007 UV99                | 30 ottobre 2007   | Spacewatch             |
| 300655 -          | 2007 UA102               | 30 ottobre 2007   | Spacewatch             |
| 300656 -          | 2007 UX107               | 30 ottobre 2007   | Spacewatch             |
| 300657 -          | 2007 UL108               | 30 ottobre 2007   | Spacewatch             |
| 300658 -          | 2007 UQ118               | 31 ottobre 2007   | Mt. Lemmon Survey      |
| 300659 -          | 2007 UV122               | 30 ottobre 2007   | Spacewatch             |
| 300660 -          | 2007 UW123               | 31 ottobre 2007   | CSS                    |
| 300661 -          | 2007 UQ125               | 18 ottobre 2007   | Mt. Lemmon Survey      |
| 300662 -          | 2007 UR125               | 19 ottobre 2007   | CSS                    |
| 300663 -          | 2007 UL129               | 24 ottobre 2007   | Mt. Lemmon Survey      |
| 300664 -          | 2007 UO129               | 30 ottobre 2007   | Spacewatch             |
| 300665 -          | 2007 UM130               | 19 ottobre 2007   | LONEOS                 |
| 300666 -          | 2007 UV137               | 18 ottobre 2007   | Spacewatch             |
| 300667 -          | 2007 UX138               | 21 ottobre 2007   | Mt. Lemmon Survey      |
| 300668 -          | 2007 UP140               | 18 ottobre 2007   | Spacewatch             |
| 300669 -          | 2007 VM5                 | 3 novembre 2007   | OAM                    |
| 300670 -          | 2007 VQ5                 | 4 novembre 2007   | Chante-Perdrix         |
| 300671 -          | 2007 VE7                 | 1º novembre 2007  | Spacewatch             |
| 300672 -          | 2007 VH11                | 2 novembre 2007   | Mt. Lemmon Survey      |
| 300673 -          | 2007 VZ11                | 5 novembre 2007   | PMO NEO Survey Program |
| 300674 -          | 2007 VL12                | 1º novembre 2007  | Spacewatch             |
| 300675 -          | 2007 VJ13                | 1º novembre 2007  | Mt. Lemmon Survey      |
| 300676 -          | 2007 VR19                | 1º novembre 2007  | Spacewatch             |
| 300677 -          | 2007 VB20                | 1º novembre 2007  | Spacewatch             |
| 300678 -          | 2007 VA23                | 2 novembre 2007   | Mt. Lemmon Survey      |
| 300679 -          | 2007 VJ25                | 2 novembre 2007   | CSS                    |
| 300680 -          | 2007 VL26                | 2 novembre 2007   | Mt. Lemmon Survey      |
| 300681 -          | 2007 VQ27                | 2 novembre 2007   | Mt. Lemmon Survey      |
| 300682 -          | 2007 VH29                | 3 novembre 2007   | Mt. Lemmon Survey      |
| 300683 -          | 2007 VU30                | 2 novembre 2007   | Spacewatch             |
| 300684 -          | 2007 VV30                | 2 novembre 2007   | Spacewatch             |
| 300685 -          | 2007 VO31                | 2 novembre 2007   | Spacewatch             |
| 300686 -          | 2007 VB39                | 3 novembre 2007   | Mt. Lemmon Survey      |
| 300687 -          | 2007 VY43                | 1º novembre 2007  | Spacewatch             |
| 300688 -          | 2007 VK44                | 1º novembre 2007  | Spacewatch             |
| 300689 -          | 2007 VE47                | 1º novembre 2007  | Spacewatch             |
| 300690 -          | 2007 VV47                | 1º novembre 2007  | Spacewatch             |
| 300691 -          | 2007 VF50                | 1º novembre 2007  | Spacewatch             |
| 300692 -          | 2007 VD53                | 1º novembre 2007  | Spacewatch             |
| 300693 -          | 2007 VN54                | 1º novembre 2007  | Spacewatch             |
| 300694 -          | 2007 VA55                | 1º novembre 2007  | Spacewatch             |
| 300695 -          | 2007 VQ61                | 1º novembre 2007  | Spacewatch             |
| 300696 -          | 2007 VZ61                | 1º novembre 2007  | Spacewatch             |
| 300697 -          | 2007 VE63                | 1º novembre 2007  | Spacewatch             |
| 300698 -          | 2007 VZ65                | 2 novembre 2007   | Spacewatch             |
| 300699 -          | 2007 VY67                | 3 novembre 2007   | Mt. Lemmon Survey      |
| 300700 -          | 2007 VG72                | 1º novembre 2007  | Spacewatch             |

## 300701-300800
| Nome     | Designazione provvisoria | Data di scoperta | Scopritore             |
| -------- | ------------------------ | ---------------- | ---------------------- |
| 300701 - | 2007 VJ89                | 4 novembre 2007  | LINEAR                 |
| 300702 - | 2007 VZ90                | 6 novembre 2007  | LINEAR                 |
| 300703 - | 2007 VG94                | 7 novembre 2007  | BATTeRS                |
| 300704 - | 2007 VP94                | 7 novembre 2007  | BATTeRS                |
| 300705 - | 2007 VP99                | 2 novembre 2007  | Spacewatch             |
| 300706 - | 2007 VM100               | 2 novembre 2007  | Spacewatch             |
| 300707 - | 2007 VY101               | 2 novembre 2007  | Mt. Lemmon Survey      |
| 300708 - | 2007 VX102               | 3 novembre 2007  | Spacewatch             |
| 300709 - | 2007 VU108               | 3 novembre 2007  | Spacewatch             |
| 300710 - | 2007 VJ110               | 3 novembre 2007  | Spacewatch             |
| 300711 - | 2007 VN113               | 3 novembre 2007  | Spacewatch             |
| 300712 - | 2007 VV114               | 3 novembre 2007  | Spacewatch             |
| 300713 - | 2007 VQ115               | 3 novembre 2007  | Spacewatch             |
| 300714 - | 2007 VJ117               | 3 novembre 2007  | Spacewatch             |
| 300715 - | 2007 VO117               | 3 novembre 2007  | LUSS                   |
| 300716 - | 2007 VP117               | 4 novembre 2007  | Spacewatch             |
| 300717 - | 2007 VC120               | 5 novembre 2007  | Spacewatch             |
| 300718 - | 2007 VH120               | 5 novembre 2007  | Spacewatch             |
| 300719 - | 2007 VG121               | 5 novembre 2007  | Spacewatch             |
| 300720 - | 2007 VS121               | 5 novembre 2007  | Spacewatch             |
| 300721 - | 2007 VW124               | 5 novembre 2007  | Mt. Lemmon Survey      |
| 300722 - | 2007 VC125               | 5 novembre 2007  | Spacewatch             |
| 300723 - | 2007 VD125               | 5 novembre 2007  | PMO NEO Survey Program |
| 300724 - | 2007 VP125               | 7 novembre 2007  | CSS                    |
| 300725 - | 2007 VP132               | 2 novembre 2007  | Mt. Lemmon Survey      |
| 300726 - | 2007 VW132               | 2 novembre 2007  | Mt. Lemmon Survey      |
| 300727 - | 2007 VW133               | 2 novembre 2007  | CSS                    |
| 300728 - | 2007 VV137               | 6 novembre 2007  | PMO NEO Survey Program |
| 300729 - | 2007 VK141               | 4 novembre 2007  | Spacewatch             |
| 300730 - | 2007 VF142               | 4 novembre 2007  | Spacewatch             |
| 300731 - | 2007 VR142               | 4 novembre 2007  | Spacewatch             |
| 300732 - | 2007 VP144               | 4 novembre 2007  | Spacewatch             |
| 300733 - | 2007 VE145               | 4 novembre 2007  | Spacewatch             |
| 300734 - | 2007 VH147               | 28 gennaio 2004  | Spacewatch             |
| 300735 - | 2007 VL147               | 4 novembre 2007  | Spacewatch             |
| 300736 - | 2007 VX148               | 7 novembre 2007  | Mt. Lemmon Survey      |
| 300737 - | 2007 VY148               | 7 novembre 2007  | Mt. Lemmon Survey      |
| 300738 - | 2007 VP155               | 5 novembre 2007  | Spacewatch             |
| 300739 - | 2007 VZ157               | 5 novembre 2007  | Spacewatch             |
| 300740 - | 2007 VT161               | 5 novembre 2007  | Spacewatch             |
| 300741 - | 2007 VJ165               | 5 novembre 2007  | Spacewatch             |
| 300742 - | 2007 VN167               | 5 novembre 2007  | Spacewatch             |
| 300743 - | 2007 VS171               | 7 novembre 2007  | Spacewatch             |
| 300744 - | 2007 VO180               | 7 novembre 2007  | CSS                    |
| 300745 - | 2007 VU189               | 13 novembre 2007 | OAM                    |
| 300746 - | 2007 VR190               | 8 novembre 2007  | Spacewatch             |
| 300747 - | 2007 VV191               | 4 novembre 2007  | Mt. Lemmon Survey      |
| 300748 - | 2007 VD192               | 4 novembre 2007  | Mt. Lemmon Survey      |
| 300749 - | 2007 VP192               | 4 novembre 2007  | Mt. Lemmon Survey      |
| 300750 - | 2007 VC201               | 9 novembre 2007  | Mt. Lemmon Survey      |
| 300751 - | 2007 VL209               | 7 novembre 2007  | Spacewatch             |
| 300752 - | 2007 VX211               | 9 novembre 2007  | Spacewatch             |
| 300753 - | 2007 VL215               | 9 novembre 2007  | Spacewatch             |
| 300754 - | 2007 VL221               | 12 novembre 2007 | Mt. Lemmon Survey      |
| 300755 - | 2007 VY221               | 13 novembre 2007 | Spacewatch             |
| 300756 - | 2007 VR224               | 9 novembre 2007  | Mt. Lemmon Survey      |
| 300757 - | 2007 VK229               | 7 novembre 2007  | Spacewatch             |
| 300758 - | 2007 VZ229               | 7 novembre 2007  | Spacewatch             |
| 300759 - | 2007 VC234               | 9 novembre 2007  | Hug, G.                |
| 300760 - | 2007 VP235               | 9 novembre 2007  | Spacewatch             |
| 300761 - | 2007 VE237               | 11 novembre 2007 | Mt. Lemmon Survey      |
| 300762 - | 2007 VR238               | 13 novembre 2007 | Spacewatch             |
| 300763 - | 2007 VN240               | 7 novembre 2007  | CSS                    |
| 300764 - | 2007 VV242               | 13 novembre 2007 | Mt. Lemmon Survey      |
| 300765 - | 2007 VL244               | 15 novembre 2007 | OAM                    |
| 300766 - | 2007 VX244               | 14 novembre 2007 | BATTeRS                |
| 300767 - | 2007 VU247               | 13 novembre 2007 | Mt. Lemmon Survey      |
| 300768 - | 2007 VE251               | 9 novembre 2007  | CSS                    |
| 300769 - | 2007 VT251               | 10 novembre 2007 | Mt. Lemmon Survey      |
| 300770 - | 2007 VW251               | 12 novembre 2007 | CSS                    |
| 300771 - | 2007 VN257               | 13 novembre 2007 | CSS                    |
| 300772 - | 2007 VO257               | 13 novembre 2007 | CSS                    |
| 300773 - | 2007 VV258               | 15 novembre 2007 | Mt. Lemmon Survey      |
| 300774 - | 2007 VH261               | 13 novembre 2007 | Spacewatch             |
| 300775 - | 2007 VN261               | 13 novembre 2007 | Spacewatch             |
| 300776 - | 2007 VA269               | 12 novembre 2007 | LINEAR                 |
| 300777 - | 2007 VU276               | 14 novembre 2007 | Spacewatch             |
| 300778 - | 2007 VT279               | 14 novembre 2007 | Spacewatch             |
| 300779 - | 2007 VM285               | 14 novembre 2007 | Spacewatch             |
| 300780 - | 2007 VY285               | 14 novembre 2007 | Spacewatch             |
| 300781 - | 2007 VW286               | 15 novembre 2007 | CSS                    |
| 300782 - | 2007 VX286               | 15 novembre 2007 | CSS                    |
| 300783 - | 2007 VF287               | 15 novembre 2007 | CSS                    |
| 300784 - | 2007 VL299               | 12 novembre 2007 | CSS                    |
| 300785 - | 2007 VN303               | 3 novembre 2007  | CSS                    |
| 300786 - | 2007 VF309               | 9 novembre 2007  | Mt. Lemmon Survey      |
| 300787 - | 2007 VA312               | 2 novembre 2007  | Spacewatch             |
| 300788 - | 2007 VG315               | 5 novembre 2007  | Mt. Lemmon Survey      |
| 300789 - | 2007 VN315               | 6 novembre 2007  | Spacewatch             |
| 300790 - | 2007 VF318               | 1º novembre 2007 | Spacewatch             |
| 300791 - | 2007 VF321               | 8 novembre 2007  | Spacewatch             |
| 300792 - | 2007 VN321               | 13 novembre 2007 | Mt. Lemmon Survey      |
| 300793 - | 2007 VX321               | 8 novembre 2007  | CSS                    |
| 300794 - | 2007 VU323               | 4 novembre 2007  | LINEAR                 |
| 300795 - | 2007 VM331               | 6 novembre 2007  | Spacewatch             |
| 300796 - | 2007 VR331               | 7 novembre 2007  | Spacewatch             |
| 300797 - | 2007 VT331               | 7 novembre 2007  | Spacewatch             |
| 300798 - | 2007 VV331               | 7 novembre 2007  | Mt. Lemmon Survey      |
| 300799 - | 2007 VZ331               | 7 novembre 2007  | Mt. Lemmon Survey      |
| 300800 - | 2007 VB332               | 7 novembre 2007  | LINEAR                 |

## 300801-300900
| Nome             | Designazione provvisoria | Data di scoperta  | Scopritore             |
| ---------------- | ------------------------ | ----------------- | ---------------------- |
| 300801 -         | 2007 VC332               | 7 novembre 2007   | LINEAR                 |
| 300802 -         | 2007 WJ                  | 17 novembre 2007  | BATTeRS                |
| 300803 -         | 2007 WK1                 | 16 novembre 2007  | Chante-Perdrix         |
| 300804 -         | 2007 WB2                 | 17 novembre 2007  | BATTeRS                |
| 300805 -         | 2007 WY5                 | 17 novembre 2007  | LINEAR                 |
| 300806 -         | 2007 WU6                 | 18 novembre 2007  | LINEAR                 |
| 300807 -         | 2007 WW6                 | 18 novembre 2007  | LINEAR                 |
| 300808 -         | 2007 WM12                | 17 novembre 2007  | CSS                    |
| 300809 -         | 2007 WJ13                | 18 novembre 2007  | Mt. Lemmon Survey      |
| 300810 -         | 2007 WZ14                | 18 novembre 2007  | Mt. Lemmon Survey      |
| 300811 -         | 2007 WN21                | 17 novembre 2007  | Spacewatch             |
| 300812 -         | 2007 WE22                | 17 novembre 2007  | Spacewatch             |
| 300813 -         | 2007 WA24                | 18 novembre 2007  | Mt. Lemmon Survey      |
| 300814 -         | 2007 WG24                | 14 settembre 2007 | Mt. Lemmon Survey      |
| 300815 -         | 2007 WD36                | 19 novembre 2007  | Mt. Lemmon Survey      |
| 300816 -         | 2007 WF36                | 19 novembre 2007  | Mt. Lemmon Survey      |
| 300817 -         | 2007 WY43                | 19 novembre 2007  | Mt. Lemmon Survey      |
| 300818 -         | 2007 WJ44                | 19 novembre 2007  | Mt. Lemmon Survey      |
| 300819 -         | 2007 WD46                | 20 novembre 2007  | Mt. Lemmon Survey      |
| 300820 -         | 2007 WV52                | 17 novembre 2007  | Hug, G.                |
| 300821 -         | 2007 WH55                | 30 novembre 2007  | OAM                    |
| 300822 -         | 2007 WE56                | 30 novembre 2007  | Yang, T.-C., Ye, Q.-z. |
| 300823 -         | 2007 WJ61                | 16 novembre 2007  | LINEAR                 |
| 300824 -         | 2007 XR3                 | 3 dicembre 2007   | Yeung, W. K. Y.        |
| 300825 -         | 2007 XL9                 | 4 dicembre 2007   | Mt. Lemmon Survey      |
| 300826 -         | 2007 XJ13                | 4 dicembre 2007   | CSS                    |
| 300827 -         | 2007 XT17                | 10 dicembre 2007  | LINEAR                 |
| 300828 -         | 2007 XE20                | 11 settembre 2002 | NEAT                   |
| 300829 -         | 2007 XQ20                | 12 dicembre 2007  | OAM                    |
| 300830 -         | 2007 XK22                | 10 dicembre 2007  | LINEAR                 |
| 300831 -         | 2007 XE25                | 15 dicembre 2007  | Sheridan, E.           |
| 300832 -         | 2007 XV28                | 15 dicembre 2007  | Spacewatch             |
| 300833 -         | 2007 XJ30                | 15 dicembre 2007  | Spacewatch             |
| 300834 -         | 2007 XS32                | 15 dicembre 2007  | Spacewatch             |
| 300835 -         | 2007 XQ33                | 10 dicembre 2007  | LINEAR                 |
| 300836 -         | 2007 XX34                | 13 dicembre 2007  | LINEAR                 |
| 300837 -         | 2007 XA35                | 13 dicembre 2007  | LINEAR                 |
| 300838 -         | 2007 XL36                | 13 dicembre 2007  | LINEAR                 |
| 300839 -         | 2007 XZ38                | 13 dicembre 2007  | LINEAR                 |
| 300840 -         | 2007 XT42                | 15 dicembre 2007  | Spacewatch             |
| 300841 -         | 2007 XW47                | 15 dicembre 2007  | Spacewatch             |
| 300842 -         | 2007 XA50                | 15 dicembre 2007  | Spacewatch             |
| 300843 -         | 2007 XP53                | 14 dicembre 2007  | Mt. Lemmon Survey      |
| 300844 -         | 2007 XT54                | 4 dicembre 2007   | Spacewatch             |
| 300845 -         | 2007 YH3                 | 17 dicembre 2007  | Hug, G.                |
| 300846 -         | 2007 YU9                 | 16 dicembre 2007  | Mt. Lemmon Survey      |
| 300847 -         | 2007 YV13                | 17 dicembre 2007  | Mt. Lemmon Survey      |
| 300848 -         | 2007 YX14                | 19 dicembre 2007  | BATTeRS                |
| 300849 -         | 2007 YP17                | 16 dicembre 2007  | Spacewatch             |
| 300850 -         | 2007 YX18                | 3 dicembre 2007   | Spacewatch             |
| 300851 -         | 2007 YD25                | 18 dicembre 2007  | Mt. Lemmon Survey      |
| 300852 -         | 2007 YR30                | 28 dicembre 2007  | Spacewatch             |
| 300853 -         | 2007 YR31                | 28 dicembre 2007  | Spacewatch             |
| 300854 Changyuin | 2007 YV31                | 28 dicembre 2007  | LUSS                   |
| 300855 -         | 2007 YZ33                | 28 dicembre 2007  | Spacewatch             |
| 300856 -         | 2007 YP36                | 30 dicembre 2007  | Mt. Lemmon Survey      |
| 300857 -         | 2007 YW37                | 30 dicembre 2007  | Mt. Lemmon Survey      |
| 300858 -         | 2007 YD43                | 30 dicembre 2007  | CSS                    |
| 300859 -         | 2007 YP45                | 30 dicembre 2007  | Mt. Lemmon Survey      |
| 300860 -         | 2007 YW46                | 30 dicembre 2007  | Mt. Lemmon Survey      |
| 300861 -         | 2007 YJ51                | 28 dicembre 2007  | Spacewatch             |
| 300862 -         | 2007 YS68                | 30 dicembre 2007  | Spacewatch             |
| 300863 -         | 2007 YA69                | 17 dicembre 2007  | Spacewatch             |
| 300864 -         | 2007 YM69                | 30 dicembre 2007  | Spacewatch             |
| 300865 -         | 2007 YR71                | 17 dicembre 2007  | Mt. Lemmon Survey      |
| 300866 -         | 2007 YC72                | 18 dicembre 2007  | Mt. Lemmon Survey      |
| 300867 -         | 2008 AR4                 | 4 gennaio 2008    | PMO NEO Survey Program |
| 300868 -         | 2008 AN11                | 10 gennaio 2008   | Mt. Lemmon Survey      |
| 300869 -         | 2008 AA13                | 10 gennaio 2008   | Mt. Lemmon Survey      |
| 300870 -         | 2008 AS24                | 10 gennaio 2008   | Mt. Lemmon Survey      |
| 300871 -         | 2008 AT27                | 10 gennaio 2008   | Mt. Lemmon Survey      |
| 300872 -         | 2008 AV29                | 5 gennaio 2008    | BATTeRS                |
| 300873 -         | 2008 AD32                | 11 gennaio 2008   | Spacewatch             |
| 300874 -         | 2008 AV54                | 11 gennaio 2008   | Spacewatch             |
| 300875 -         | 2008 AM65                | 11 gennaio 2008   | Mt. Lemmon Survey      |
| 300876 -         | 2008 AT74                | 11 gennaio 2008   | Spacewatch             |
| 300877 -         | 2008 AO78                | 12 gennaio 2008   | Spacewatch             |
| 300878 -         | 2008 AX78                | 12 gennaio 2008   | Spacewatch             |
| 300879 -         | 2008 AE87                | 12 gennaio 2008   | Mt. Lemmon Survey      |
| 300880 -         | 2008 AM92                | 14 gennaio 2008   | Spacewatch             |
| 300881 -         | 2008 AO96                | 14 gennaio 2008   | Spacewatch             |
| 300882 -         | 2008 AU96                | 14 gennaio 2008   | Spacewatch             |
| 300883 -         | 2008 AT116               | 12 gennaio 2008   | Spacewatch             |
| 300884 -         | 2008 AJ118               | 14 gennaio 2008   | Spacewatch             |
| 300885 -         | 2008 AJ136               | 12 gennaio 2008   | LINEAR                 |
| 300886 -         | 2008 AT136               | 13 gennaio 2008   | Spacewatch             |
| 300887 -         | 2008 AH137               | 15 gennaio 2008   | LINEAR                 |
| 300888 -         | 2008 AM137               | 1º gennaio 2008   | Mt. Lemmon Survey      |
| 300889 -         | 2008 BL5                 | 16 gennaio 2008   | Mt. Lemmon Survey      |
| 300890 -         | 2008 BC12                | 18 gennaio 2008   | Spacewatch             |
| 300891 -         | 2008 BO13                | 19 gennaio 2008   | Spacewatch             |
| 300892 Taichung  | 2008 BT15                | 28 gennaio 2008   | Lin, C.-S., Ye, Q.-z.  |
| 300893 -         | 2008 BY16                | 28 gennaio 2008   | OAM                    |
| 300894 -         | 2008 BB18                | 30 gennaio 2008   | Mt. Lemmon Survey      |
| 300895 -         | 2008 BW23                | 31 gennaio 2008   | CSS                    |
| 300896 -         | 2008 BF24                | 30 gennaio 2008   | CSS                    |
| 300897 -         | 2008 BQ24                | 30 gennaio 2008   | OAM                    |
| 300898 -         | 2008 BC25                | 30 gennaio 2008   | Hug, G.                |
| 300899 -         | 2008 BX30                | 30 gennaio 2008   | Mt. Lemmon Survey      |
| 300900 -         | 2008 BX32                | 30 gennaio 2008   | Spacewatch             |

## 300901-301000
| Nome                | Designazione provvisoria | Data di scoperta | Scopritore              |
| ------------------- | ------------------------ | ---------------- | ----------------------- |
| 300901 -            | 2008 BH33                | 30 gennaio 2008  | Spacewatch              |
| 300902 -            | 2008 BE34                | 30 gennaio 2008  | CSS                     |
| 300903 -            | 2008 BX38                | 31 gennaio 2008  | Mt. Lemmon Survey       |
| 300904 -            | 2008 BL39                | 30 gennaio 2008  | CSS                     |
| 300905 -            | 2008 BZ40                | 31 gennaio 2008  | OAM                     |
| 300906 -            | 2008 BQ41                | 30 gennaio 2008  | CSS                     |
| 300907 -            | 2008 BJ42                | 31 gennaio 2008  | CSS                     |
| 300908 -            | 2008 BV43                | 30 gennaio 2008  | CSS                     |
| 300909 Kenthompson  | 2008 BZ45                | 30 gennaio 2008  | Glinos, T., Levy, D. H. |
| 300910 -            | 2008 BF48                | 17 gennaio 2008  | Mt. Lemmon Survey       |
| 300911 -            | 2008 BG48                | 17 gennaio 2008  | Spacewatch              |
| 300912 -            | 2008 BC50                | 17 gennaio 2008  | Spacewatch              |
| 300913 -            | 2008 CL                  | 1º febbraio 2008 | Jarnac                  |
| 300914 -            | 2008 CS3                 | 2 febbraio 2008  | Spacewatch              |
| 300915 -            | 2008 CQ10                | 2 febbraio 2008  | CSS                     |
| 300916 -            | 2008 CM16                | 3 febbraio 2008  | Spacewatch              |
| 300917 -            | 2008 CO16                | 3 febbraio 2008  | Spacewatch              |
| 300918 -            | 2008 CU16                | 3 febbraio 2008  | Spacewatch              |
| 300919 -            | 2008 CX16                | 3 febbraio 2008  | Spacewatch              |
| 300920 -            | 2008 CA28                | 2 febbraio 2008  | Spacewatch              |
| 300921 -            | 2008 CC29                | 2 febbraio 2008  | Spacewatch              |
| 300922 -            | 2008 CU36                | 2 febbraio 2008  | Spacewatch              |
| 300923 -            | 2008 CA54                | 7 febbraio 2008  | CSS                     |
| 300924 -            | 2008 CR54                | 7 febbraio 2008  | Mt. Lemmon Survey       |
| 300925 -            | 2008 CO68                | 6 febbraio 2008  | LINEAR                  |
| 300926 -            | 2008 CJ69                | 8 febbraio 2008  | LINEAR                  |
| 300927 -            | 2008 CE71                | 3 febbraio 2008  | CSS                     |
| 300928 Uderzo       | 2008 CQ72                | 9 febbraio 2008  | Christophe, B.          |
| 300929 -            | 2008 CU73                | 6 febbraio 2008  | CSS                     |
| 300930 -            | 2008 CQ77                | 6 febbraio 2008  | CSS                     |
| 300931 -            | 2008 CS97                | 9 febbraio 2008  | Spacewatch              |
| 300932 Kyslyuk      | 2008 CL117               | 11 febbraio 2008 | Andrushivka             |
| 300933 Teresamarion | 2008 CG118               | 8 febbraio 2008  | OAM                     |
| 300934 -            | 2008 CS119               | 14 febbraio 2008 | Kling, R., Zimmer, U.   |
| 300935 -            | 2008 CH125               | 8 febbraio 2008  | Spacewatch              |
| 300936 -            | 2008 CE129               | 20 gennaio 2002  | Spacewatch              |
| 300937 -            | 2008 CR131               | 8 febbraio 2008  | Spacewatch              |
| 300938 -            | 2008 CF135               | 8 febbraio 2008  | Mt. Lemmon Survey       |
| 300939 -            | 2008 CD138               | 8 febbraio 2008  | Spacewatch              |
| 300940 -            | 2008 CQ140               | 8 febbraio 2008  | Spacewatch              |
| 300941 -            | 2008 CE155               | 9 febbraio 2008  | Mt. Lemmon Survey       |
| 300942 -            | 2008 CM168               | 12 febbraio 2008 | Mt. Lemmon Survey       |
| 300943 -            | 2008 CT175               | 6 febbraio 2008  | LINEAR                  |
| 300944 -            | 2008 CC176               | 6 febbraio 2008  | LINEAR                  |
| 300945 -            | 2008 CM177               | 3 febbraio 2008  | Spacewatch              |
| 300946 -            | 2008 CC179               | 6 febbraio 2008  | CSS                     |
| 300947 -            | 2008 CP183               | 13 febbraio 2008 | CSS                     |
| 300948 -            | 2008 CV184               | 10 febbraio 2008 | Siding Spring Survey    |
| 300949 -            | 2008 CM185               | 1º febbraio 2008 | Spacewatch              |
| 300950 -            | 2008 CJ193               | 2 febbraio 2008  | Spacewatch              |
| 300951 -            | 2008 CK193               | 2 febbraio 2008  | Spacewatch              |
| 300952 -            | 2008 CS194               | 12 febbraio 2008 | Mt. Lemmon Survey       |
| 300953 -            | 2008 CS203               | 12 febbraio 2008 | Spacewatch              |
| 300954 -            | 2008 CY209               | 10 febbraio 2008 | LINEAR                  |
| 300955 -            | 2008 DR1                 | 24 febbraio 2008 | Mt. Lemmon Survey       |
| 300956 -            | 2008 DA7                 | 24 febbraio 2008 | Spacewatch              |
| 300957 -            | 2008 DN11                | 26 febbraio 2008 | Spacewatch              |
| 300958 -            | 2008 DH13                | 26 febbraio 2008 | Spacewatch              |
| 300959 -            | 2008 DF24                | 27 febbraio 2008 | Mt. Lemmon Survey       |
| 300960 -            | 2008 DR29                | 26 febbraio 2008 | Mt. Lemmon Survey       |
| 300961 -            | 2008 DQ33                | 27 febbraio 2008 | CSS                     |
| 300962 -            | 2008 DU33                | 27 febbraio 2008 | CSS                     |
| 300963 -            | 2008 DH48                | 28 febbraio 2008 | Mt. Lemmon Survey       |
| 300964 -            | 2008 DP51                | 29 febbraio 2008 | Mt. Lemmon Survey       |
| 300965 -            | 2008 DM52                | 29 febbraio 2008 | Spacewatch              |
| 300966 -            | 2008 DH71                | 18 febbraio 2008 | Mt. Lemmon Survey       |
| 300967 -            | 2008 DQ83                | 28 febbraio 2008 | Spacewatch              |
| 300968 -            | 2008 EN3                 | 1º marzo 2008    | Mt. Lemmon Survey       |
| 300969 -            | 2008 EJ19                | 2 marzo 2008     | Mt. Lemmon Survey       |
| 300970 -            | 2008 EQ29                | 4 marzo 2008     | Mt. Lemmon Survey       |
| 300971 -            | 2008 EQ38                | 4 marzo 2008     | Spacewatch              |
| 300972 -            | 2008 EY45                | 5 marzo 2008     | Spacewatch              |
| 300973 -            | 2008 EW50                | 6 marzo 2008     | Mt. Lemmon Survey       |
| 300974 -            | 2008 EH83                | 9 marzo 2008     | LINEAR                  |
| 300975 -            | 2008 EM83                | 9 marzo 2008     | LINEAR                  |
| 300976 -            | 2008 ER85                | 7 marzo 2008     | Spacewatch              |
| 300977 -            | 2008 EE91                | 1º marzo 2008    | CSS                     |
| 300978 -            | 2008 ED98                | 7 marzo 2008     | CSS                     |
| 300979 -            | 2008 EZ103               | 5 marzo 2008     | Mt. Lemmon Survey       |
| 300980 -            | 2008 ED108               | 7 marzo 2008     | CSS                     |
| 300981 -            | 2008 EU130               | 11 marzo 2008    | Spacewatch              |
| 300982 -            | 2008 EJ133               | 4 aprile 2003    | Spacewatch              |
| 300983 -            | 2008 EK138               | 11 marzo 2008    | Mt. Lemmon Survey       |
| 300984 -            | 2008 ES163               | 14 marzo 2008    | CSS                     |
| 300985 -            | 2008 FB1                 | 25 marzo 2008    | Spacewatch              |
| 300986 -            | 2008 FL1                 | 25 marzo 2008    | Spacewatch              |
| 300987 -            | 2008 FT8                 | 26 marzo 2008    | Spacewatch              |
| 300988 -            | 2008 FW11                | 26 marzo 2008    | Mt. Lemmon Survey       |
| 300989 -            | 2008 FK16                | 27 marzo 2008    | Spacewatch              |
| 300990 -            | 2008 FN29                | 28 marzo 2008    | Mt. Lemmon Survey       |
| 300991 -            | 2008 FF41                | 28 marzo 2008    | Spacewatch              |
| 300992 -            | 2008 FB62                | 25 marzo 2008    | Spacewatch              |
| 300993 -            | 2008 FP117               | 31 marzo 2008    | Spacewatch              |
| 300994 -            | 2008 FS134               | 30 marzo 2008    | Spacewatch              |
| 300995 -            | 2008 GJ20                | 8 aprile 2008    | Mt. Lemmon Survey       |
| 300996 -            | 2008 GG21                | 7 aprile 2008    | Apitzsch, R.            |
| 300997 -            | 2008 GM23                | 1º aprile 2008   | Mt. Lemmon Survey       |
| 300998 -            | 2008 GF34                | 3 aprile 2008    | Mt. Lemmon Survey       |
| 300999 -            | 2008 GP49                | 12 marzo 2007    | Spacewatch              |
| 301000 -            | 2008 GG69                | 6 aprile 2008    | Spacewatch              |